# Søknælere
Søknælere, knælerrejer (Stomatopoda) er en gruppe af storkrebs. 
Søknælere bruger de forreste ben til at fange byttet med. Deres brystskjold er småt og svagt, men bagkroppen er lang og kraftig. De har specialiserede øjne, som blandt andet sanser flere farver. De kan blive op til 30 cm lange. De fleste arter er tropiske eller subtropiske og lever på koralrev eller i gange, som de graver ud på havbunden. De spiser blandt andet fisk, østers og snegle.
Nogle af søknælerne er eftertragtede som mad, blandt andet hos folk ved Adriaterhavet – og desuden i Østasien. 
En almindelig art er Squilia mantis, som findes i Middelhavet.

## Klassifikation og kløerne
Der findes ca. 400 arter, som findes overalt i verdenshavet; alle levende arter er i underordnen Unipeltata.
Søknælere inddeles almindeligvis i to distinkte grupper bestemt at deres klotype:
- Spiddere – er bevæbnet med forlemmer som anvendes til at spide byttedyr.[2]
- Knusere – har køllelignende forlemmer til at knuse byttedyrene med. Søknælernes forlemmer kan også have en skarp kant, så de kan skære et byttedyr over, mens det svømmer.[3][2]

Begge søknælertyper slår til ved hurtigt at folde forlemmerne ud – og de kan udøve betydelig skade på ofre meget større end dem selv. Hos knuserne kan disse våben ramme lynhurtigt og med en acceleration på 10.400 g (102.000 m/s2) og hastigheder på 23 m/s fra en stillestående start, 
hvilket omtrent svarer til accelerationen af en .22 kaliber kugle. 
Fordi de slår så hurtigt, genererer de også kavitationsbobler mellem forlemmerne og det den slår på. 
Kollapset af disse kavitationsbobler producerer målbare kræfter på byttedyret udover den øjeblikkelige kraft på 1.500 newton, som forårsages af forlemmernes anslag, hvilket betyder at byttet rammes to gange med et enkelt slag; først af forlemmerne og derefter af de kollapsende kavitationsbobler, som følger lige efter. 
Selv hvis det første slag fejler, vil kavitationschockbølgen være nok til at dræbe eller lamme byttet.
Kavitationsboblerne forårsager også sonoluminescens. Kollapsene producerer lidt lys og meget høje temperaturer på adskillige tusinde kelvin indeni den kollapsende boble. Pistolrejer producerer også denne effekt.